# Alchemilla repens
Alchemilla repens é uma espécie de rosácea do gênero Alchemilla, pertencente à família Rosaceae.